# Ella Daish
Ella Daish és una activista ambiental britànica que fa campanya per persuadir empreses i governs perquè retirin el plàstic dels productes d'higiene menstrual de les dones.
Al febrer de 2018, mentre treballava a Cardiff com a empleada postal, va començar la campanya "End Period Plastic" ("Acabem amb el plàstic menstrual"). Es va convertir en activista a temps complet; va afirmar: "Els productes sanitaris són el cinquè element més comú que es troba entre les deixailles de les platges d'Europa" i "es creu que unes 200,000 tones d'[aquest] material acaben en els abocadors del Regne Unit cada any". Al voltant del 90 % d'una tovallola sanitària és plàstic.
Al desembre de 2018, Daish va iniciar la campanya "Eco Period Box" per abordar la pobresa menstrual, donant productes de menstruació sense plàstic i reutilitzables en tot el Regne Unit. L'any 2019, va ajudar a convèncer el consell del comtat de Sir Caerffili per que gastés en productes sostenibles tots els diners de la seva subvenció per proporcionar productes sanitaris gratuïts a les escoles. S'havia demanat als consells que gastessin només el 10% dels diners en productes reutilitzables.
La BBC va afegir Daish en la seva llista anual de les 100 dones més inspiradores i influents de tot el món.